# آسیب جسم خارجی

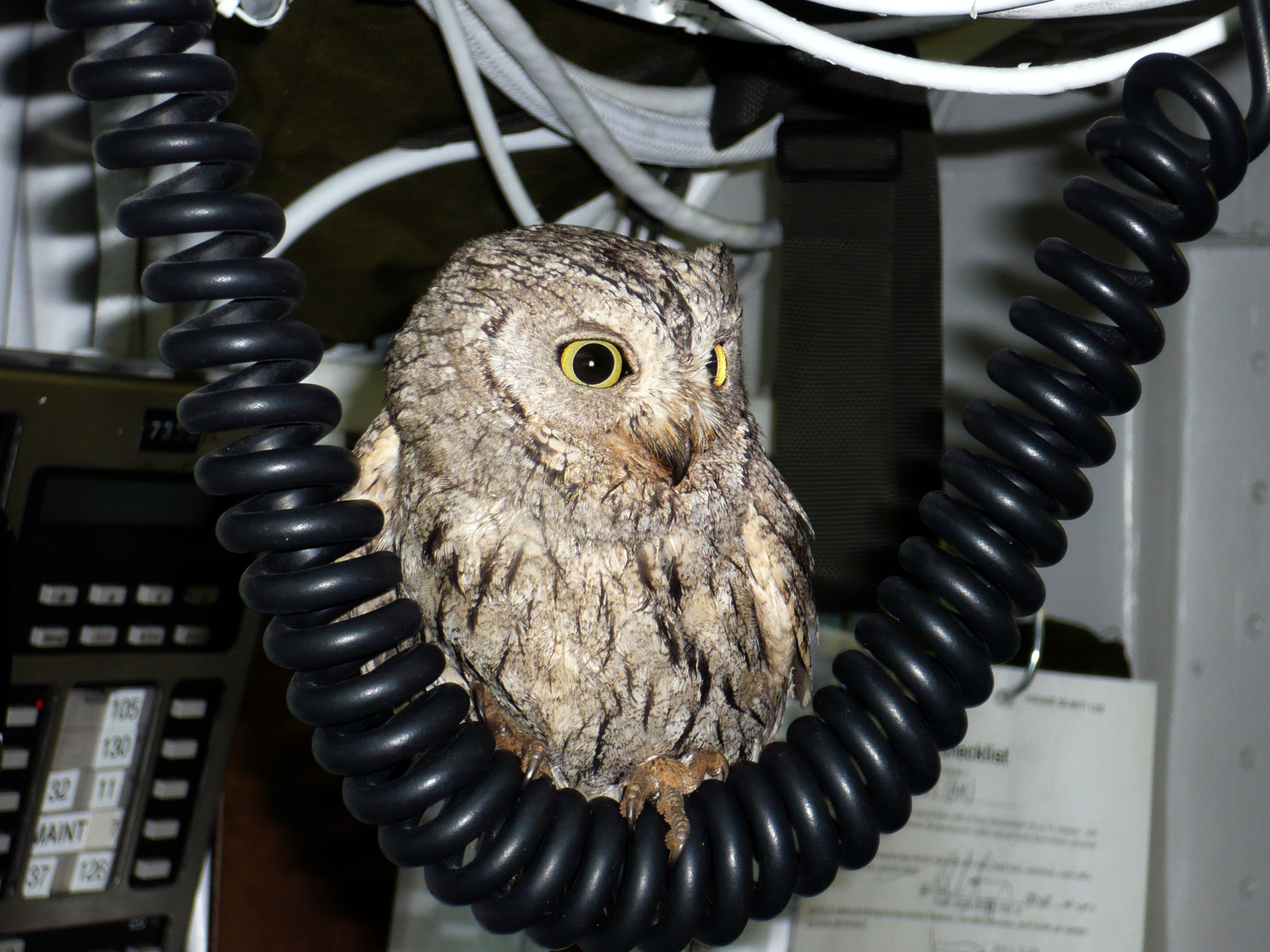
نجات یک جغد جارزن از داخل موتور اف/آ-۱۸ هورنت

آسیب جسم خارجی (به انگلیسی: FOD و به اختصار: Foreign object damage) اصطلاحی است در ایمنی پرواز که عبارت است از آسیب‌ها و خسارات وارده بر موتور هواپیما در اثر ورود اشیاء خارجی مانند سنگ‌ریزه‌ها٬ کاغذ و سایر اشیائی که وارد موتور هواپیما می‌شوند و باعث به وجود آمدن خسارت در آن می‌شوند.